# Церковь Константина и Елены (Нежин)
Церковь Константина и Елены — православный храм, памятник архитектуры и истории местного значения в Нежине.

## История
Изначально был внесён в «список памятников архитектуры вновь выявленных» под названием Церковь Елены и Константина.
Приказом Министерства культуры и туризма от 14.05.2012 № 478 присвоен статус памятник архитектуры и истории местного значения с охранным № 5573-Чр под названием Церковь святых Константина и Елены на Греческом кладбище.

## Описание
Церковь Константина и Елены была построена на месте деревянной церкви в период 1818—1822 годы при греческое богадельне и древнем Греческом кладбище. Под алтарной стеной похоронены братья Анастасий и Николай Зосима. Прим. Анастасий Зосима — дворянин, меценат, кавалер Греческого Командорского Ордена Спасителя.
Каменная, прямоугольная в плане церковь. С востока примыкает полукруглая апсида, перекрытая полукуполом. Храм венчает купол, без барабана. С запада примыкает двухъярусная колокольня — четверик на четверике, увенчанный куполом. Вход со стороны колокольни, ориентирован на запад.
В период 2004-2006 годы были частично проведены ремонтно-реставрационные работы (прикрытия и крыша храма). С 2017 года в притворе и возле храма богослужение осуществляют священники Всехсвятской церкви.